# Суперкубок Західного берегу з футболу 2016
Суперкубок Західного берегу з футболу 2016  — 7-й розіграш турніру. Матч відбувся 9 вересня 2016 року між чемпіоном Західного берегу клубом Шабаб Аль-Халіль та володарем Кубка Західного берегу клубом Ахлі Аль-Халіль.
| Володар Суперкубка Західного берегу 2016 |
| ---------------------------------------- |
|                                          |
| Ахлі Аль-Халіль Другий титул             |

## Матч

### Деталі
| 9 вересня 2016 18:00 (EEST) |

| Шабаб Аль-Халіль | 0:2      | Ахлі Аль-Халіль       |
| ---------------- | -------- | --------------------- |
|                  | Протокол | Харбі 72' Салем 90+5' |

| Хуарі Бумедьєн, Дура Арбітр: Джавад Ассі |